# Momodou Njie
Alhaji Momodou Ngoos „Biri Biri“ Njie (* 30. März 1948 in Bathurst, heute Banjul; † 19. Juli 2020 in Dakar; teilweise auch Momodu Njie oder Momodu Nije geschrieben) war ein gambischer Fußballspieler, der zu den erfolgreichsten des Landes und des spanischen Vereins FC Sevilla gezählt wird. Die Fans dieses Clubs gaben ihm den Spitznamen Biri-Biri und seit 1975 ist die Ultrà-Gruppierung auf der Nordtribüne des Stadions nach ihm benannt („Biris Norte“). Für seine Leistungen als der „größte Fußballer des Landes des 20. Jahrhunderts“ hat er 2000 von Präsident Yahya Jammeh einen Verdienstorden erhalten. Dies war der zweite Orden; seinen ersten hatte er 1985 erhalten.

## Leben
Der dänische Verein B 1901 Nykøbing entdeckte bei einem Freundschaftsspiel in Gambia Njie, der bereits als 15-Jähriger ein Länderspiel bestritten hatte. Ursprünglich wollte ihn Betis Sevilla verpflichten, doch der Lokalrivale FC Sevilla konnte ihn für sich gewinnen. Als erster schwarzer Moslem in Spaniens Fußball wurde er 1975 mit seinen 14 Toren, die zum Wiederaufstieg seiner Mannschaft beitrugen, zum Helden der Fans. Nach einer Gala-Vorstellung des unberechenbaren, elastischen Stürmers wurde Biri-Biri von Sevilla-Fans auf Schultern aus dem Stadion Sánchez Pizjuán zum knapp einem Kilometer entfernten Gran Plaza getragen.
1978 ging er nach Dänemark zurück, in den 80er Jahren ließ er seine Karriere in Gambia ausklingen. Nach seinem Rückzug aus dem aktiven Fußball wirkte Njie in seiner Heimatstadt Banjul im Stadtrat und war bis 1994 stellvertretender Bürgermeister. Daneben trainierte er in dem Verein Wallidan Banjul die Kinder und war der Manager des Royal-Albert-Markts.
Für die gambische Fußballnationalmannschaft war er von 1963 bis 1987 im Einsatz.

## Auszeichnungen und Ehrungen
- 1975: Benennung der Nordtribüne des Stadions des FC Sevilla („Biris Norte“)
- 2020: Grand Commander of the Order of the Republic of The Gambia (posthumous) (GCRG)[12]